# Antonio Miranda
Antônio Lisboa Carvalho de Miranda (Bacabal, 5 de agosto de 1940) es un profesor, poeta y escritor brasileño, miembro de la Academia de Letras do Distrito Federal.

## Biografía
Doctor en Ciencias de la Comunicación (Universidad de San Pablo, 1987), realizó una maestría en la Loughborough University of Technology, LUT, Inglaterra, 1975. Se capacitó en Bibliotecologia en la Universidad Central de Venezuela, UCV, Venezuela, 1970.
Fue colaborador de revistas y suplementos literarios como el Suplemento Dominical del Jornal do Brasil (SDJB) y también de La Nación (Buenos Aires, Argentina) e Imagen (Caracas, Venezuela).
Profesor titular y coordinador de programa de postgrado en Ciencias de la Información del Departamento de Ciencia de la Información y Documentación de la Universidad de Brasilia, da cursos por todo Brasil y diversos países ibero-americanos. También es consultor en el planeamiento y arquitectura de bibliotecas y centros de documentación.
Director de la Biblioteca Nacional de Brasília, 2007.

## Obras

### Literarias
- Vine de Lejos.  Caracas: editorial El Perro y la Rana, 2009.
- Encuentro poético entre Cecilia Quilez y Antonio Miranda. Madri:Biblioteca Nacional da España (folheto), 2009
- Poemi di Antonio Miranda. 01. ed. Verona: Accademia Mondiale della Poesia, 2009. v. 01. 40 p.
- Do azul mais Distante. Brasília: Thesaurus, 2008
- Detrás del Espejo. Traducción y prólogo de Elga Pérez-Laborde. Montevidéu, Uruguai, aBrace Editora, 2008.
- Grito interrompido. Brasília: Edições Fresta, 2008
- Del Azul más distante - Do Azul mais distante - Edición Bilingüe - Traducción y Prólogo de Aurora Cuevas. 01. ed. Madrid: Saceda, 2008. v. 01. 133 p.
- Eu Konstantinos Kaváfis de Alexandria. 1. ed. Brasília: Thesaurus, 2007. v. 1. 48 p.
- Poesia no porta-retrato. Seleção e estudo de Elga Pérez-Laborde. Brasília: Thesaurus Editora, 2007. 136 p.
- Despertar das águas; poesia.. 1. ed. Brasília: Thesaurus, 2006. v. 1.
- Canções Perversas. Brasília: Thesaurus, 2005. 48 p.
- São Fernando Beira-Mar. 2. ed. Brasília: Thesaurus, 2004. v. 1. 16 p.
- Retratos & Poesia Reunida. 1. ed. Brasília: Thesaurus, 2004. v. 01. 103 p.
- Tu país está feliz. 11a. ed. Brasília: Thesaurus, 2004. 17 p.
- A Senhora Diretora e outros contos.. 1. ed. Brasília: Thesaurus, 2003. v. 1. 150 p.
- Perversos. 1. ed. Brasília: Thesaurus, 2003. v. 1. 94 p.
- Canto Brasília. 1. ed. Brasília: Thesaurus, 2002. v. 1. 93 p.
- Horizonte cerrado. 1. ed. Brasília: Thesaurus, 2002. v. 1. 143 p.
- Manucho e o Labirinto. 1. ed. São Paulo: Global, 2001. 182 p.
- Tu País Está Feliz. 10. ed. Brasília: Thesaurus, 2001. 94 p.

### Científicas
- Portal do CID e a tecnologia EVM.NET. Braspukua: Editora do CID-UNB, 2006. 132 p. Coautoria com  SIMEÃO, Elmira
- Alfabetização digital e acesso ao conhecimento. Brasília: Editora do CID-UNB, 2006. 256 p. Coautoria com  SIMEÃO, Elmira
- O texto virtual e os sistemas de informação (nova leitura das propostas de Ítalo Calvino).. Brasília: Thesaurus, 2005. 74 p. Coautoria com  SIMEÃO, Elmira
- Ciência da Informação: teoria e metodologia de uma área em expansão./ Elmira Simeão, org.. Brasília: Thesaurus, 2003. v. 1. 212 p.
- (Org.)World Information Report 1997/98. Paris: UNESCO, 1997. v. 1. 390 p.
- Planejamento físico de bibliotecas universitárias. Brasília: MEC/CNPq/FINEP, 1993. 175 p. Coautoria com FLOSCULO, F. ; GALBINSKY, J. .
- Modelos alternativos de empréstimo-entre-bibliotecas: relatório de pesquisa. MEC/PNBU/PET, 1989. 107 p.
- O que é Cartofilia. 1. ed. Brasília: Thesaurus / Sociedade Brasileira de Cartofilia, 1985. v. 1. 72 p.
- Bibliotecologia comparada, una revisión crítica. Trad. Suzana Sander.. México: Centro Universitario de Investigaciones Bibliotecológicas, Universidad Autónoma de México., 1983. 42 p.
- Biblioteconomia comparada, una revisión crítica. Trad. Oscar Castillo.. Panamá: Universidad de Panamá, 1983. 45 p.
- Estruturas de Informação e Análise Conjuntural: Ensaios. 01. ed. Brasília: Thesaurus, 1980. v. 01. 169 p.
- (Org.) Guia das Bibliotecas Universitárias Brasileiras. Brasília: DDD/MEC, 1979. v. 2.
- Biblioteca universitária no Brasil: reflexões sobre a problemática. Brasília: CAPES/MEC, 1978. 36 p.
- Planejamento Bilbiotecário no Brasil: a informação para o desenvolvimento. 01. ed. Rio de Janeiro: LTC Editora, 1977. v. 01. 135 p.

## Premios y títulos
- 2009 Defensor do Cerrado, outorgado pelo Jardim Botânico de Brasília por sua poesia ecológica, em 2009.
- 2007 Profesor Honorario, Universidad Ricardo Palma, Lima, Perú.
- 2007 Membro titular Instituto Ricardo Palma, Universidad Ricardo Palma.
- 2005 Professor Titular, Universidade de Brasília.
- 2004 Diploma de reconhecimento pela dedicação e ações em prol da biblioteconomia brasileira., FEBAB - Federação Brasileira das Associações de Bibliotecários, Cientistas da Informação e Instituição.
- 2003 Enancib de Teses de Doutorado Ciência da Informação (como orientador) - 2 lugar, Associação Nacional de Pesquisa e Pós-graduação em Ciência da Informação.
- 1994 Membro vitalício, Academia de Letras do Distrito Federal.
- 1991 Membro Honorário, Soc iedad de Bibliotecarios de Puerto Rico.
- 1976 Voto de Louvor, Conselho Universitário / UFPb.
- 1975 Sisson and Parker Prize, Loughborough University of Technology - Inglaterra.
- 1972 Prêmio principal Festival Latino-Americano de Teatro, Universidad de Puerto Rico.
- 1971 Prêmio Festival Internacional Teatro/ Medellín /Colômbia, Municipalidad de Medellín / Antioquia.
- 1962 Prêmio Viagem a Buenos Aires, Embaixada da Argentina/ Museu Arte Moderna RJ